# 古索站
古索站（：／ Gosaek yeok */?）是水仁·盆唐線沿線的一座地下車站，位於韓國京畿道水原市勸善區古索洞。1974年隨水仁線停駛而關閉，2020年重新啟用。

## 車站結構
站體為2面4線雙島式月台的地面車站，候車月台設有月台幕門。

### 月台配置
| ↑ 水原      |
| 上 \| 下 \| |
| 梧木川 ↓    |

| 月台 | 路線                   | 目的地                         |
| ---- | ---------------------- | ------------------------------ |
| 上行 | ●首都圈電鐵水仁·盆唐線 | 水原、書峴、往十里、清涼里方向 |
| 下行 | ●首都圈電鐵水仁·盆唐線 | 梧木川、漢陽大學、仁川方向     |

## 歷史
- 1937年8月5日：落成啟用。
- 1974年8月15日：水仁線區間停駛，本站關閉。
- 2020年9月12日：首都圈電鐵水仁·盆唐線開通，本站重新啟用。

## 車站周邊
- 勸善區廳
- 水原西部警察署
- 古縣初等學校
- 古索初等學校
- 古索中學
- 古索高校
- E-mart 24（朝鲜语：이마트24）水原古索店
- 水原Delta Plex第1～3園區
- 韓國產業人力公團（朝鲜语：한국산업인력공단）京畿支社

## 圖片

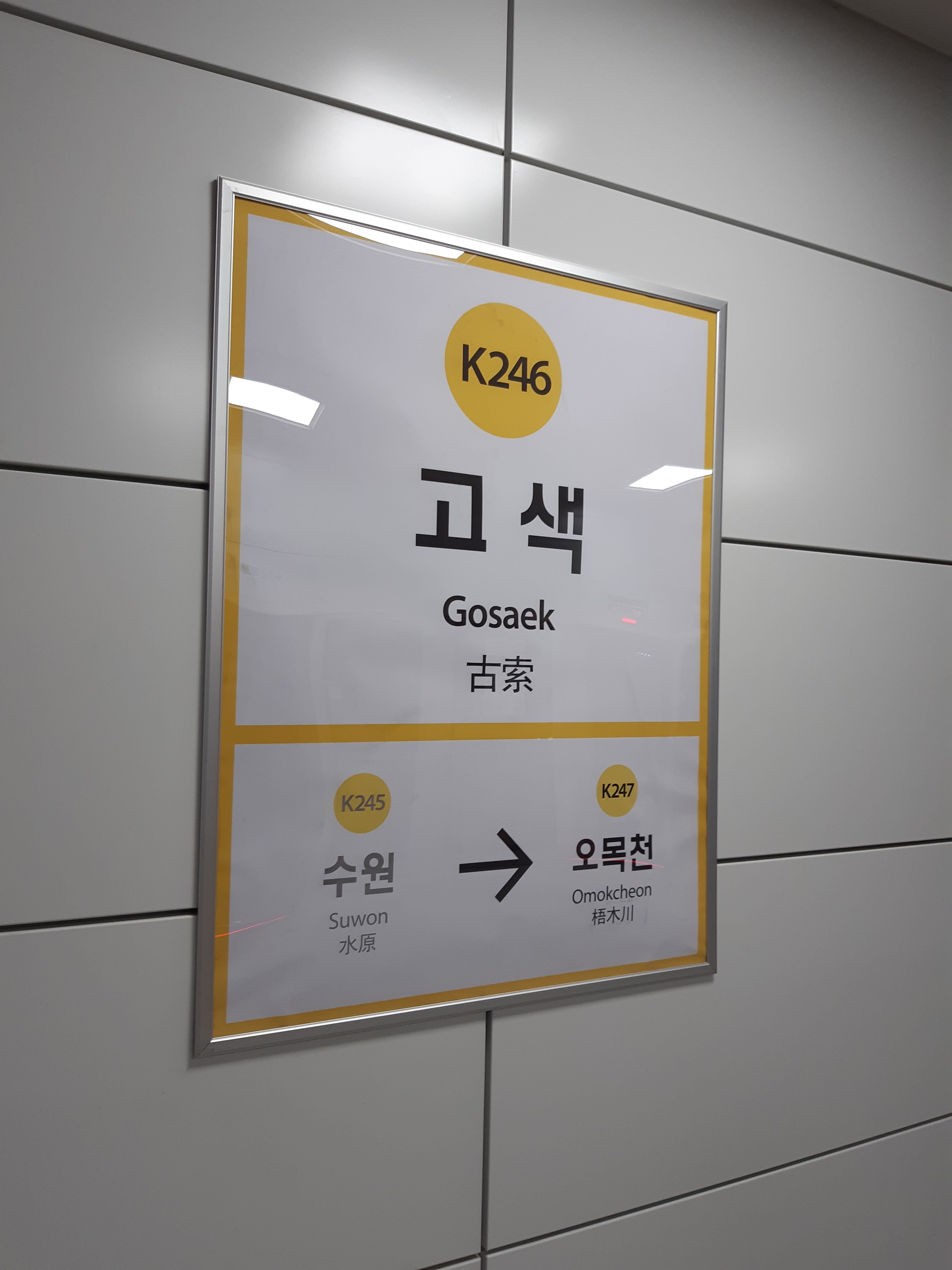
站名牌
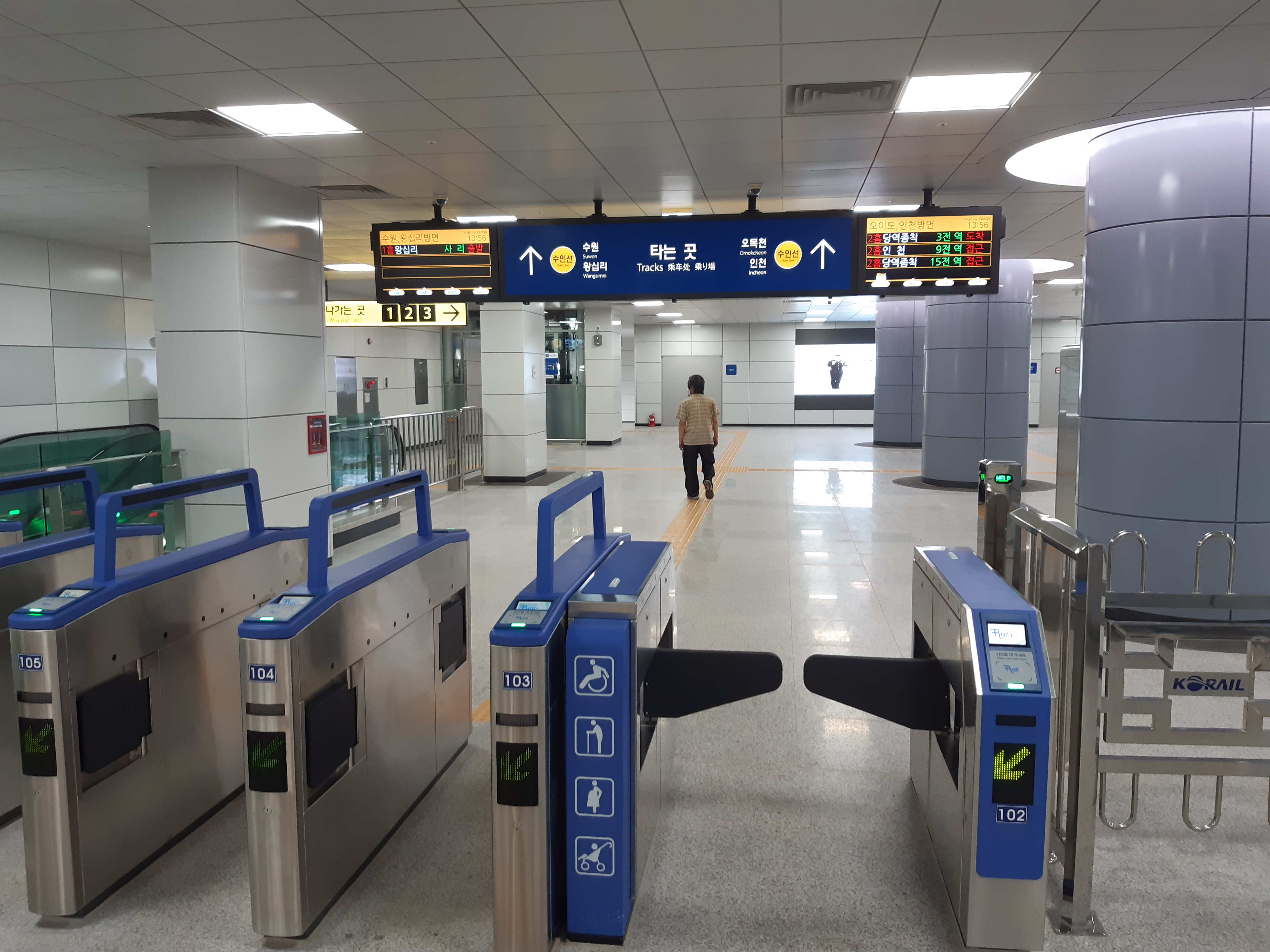
剪票閘口
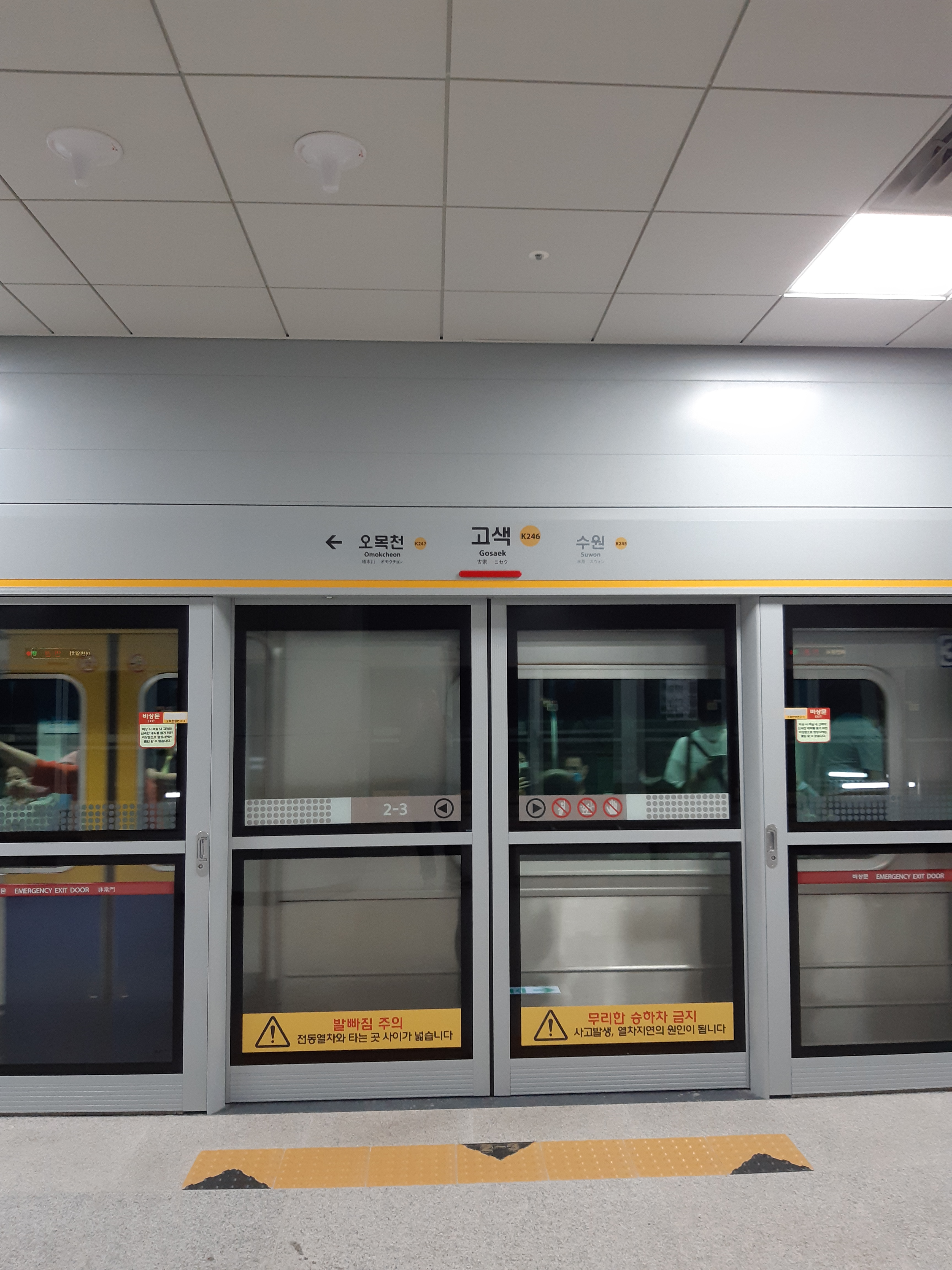
月台門

## 相鄰車站
韓國鐵道公社
●首都圈電鐵水仁·盆唐線
盆唐急行
水原（K245）－古索（K246）
緩行
水原（K245）－古索（K246）－梧木川（K247）